# HD25354
HD25354 — хімічно пекулярна зоря спектрального класу A2, що має видиму зоряну величину в смузі V приблизно  7,8.
Вона  розташована на відстані близько 472,7 світлових років від Сонця.

## Фізичні характеристики
Телескоп Гіппаркос зареєстрував фотометричну змінність  даної зорі з періодом    3,90 доби в межах від  Hmin= 7,89 до  Hmax= 7,85..Teff = 13000 К, log g = 4, Vt = 0.2 km/s.

## Пекулярний хімічний вміст
Зоряна атмосфера HD25354 має підвищений вміст 
Eu
. Важкі елементи показують надлишки вмісту до 6 dex

## Магнітне поле
Спектр даної зорі вказує на наявність магнітного поля у її зоряній атмосфері.
Напруженість повздовжної компоненти поля оціненої з аналізу
наявних ліній металів
становить  206,6± 240,0 Гаус.